# Wai Wai Nu
Wai Wai Nu est une militante politique rohingya,, fille de Kyaw Min Yu et ancienne prisonnière politique birmane. Elle obtient une reconnaissance internationale comme une défenseuse de la démocratie au travers de sa sélection dans la liste 100 Women en 2014 et apparait en 2017 comme une porte-parole birmane alternative à Aung San Suu Kyi, critiquée par la communauté internationale, sur la persécution des Rohingyas lors du conflit dans l'État d'Arakan en 2016-2017.